# Tenganan

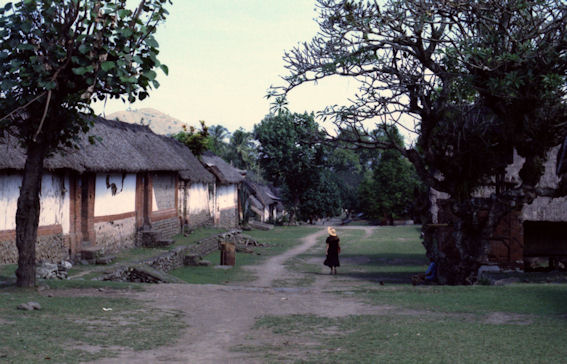
Tenganan

Tenganan – wieś na wyspie Bali, położona w kabupatenie Karangasem. Jest jednym z bardziej znanych skupisk ludu Bali Aga, pierwotnych mieszkańców wyspy. 